# Велики Галијаш
Велики Галијаш, или само Галијаш, је канал који је претворен у језеро на Великом ратном острву, у Београду.
Заједно са Малим Галијашем представља значајно природно рибље плодиште. Временом, Велики Галијаш је био одсечен од Дунава и ефективно претворен у језеро, са површином од 0,24 km² и главним простором за птице и мрест риба. Његова дужина је око 800 m, ширина до 30, а дубина до 2 м. Међутим, у сушним годинама језеро у потпуности дренира и наноси штету затвореном екосистему око њега. Да би се рибе током мреста сачувале од рибокрадица, на улазу у Галијаш је постављен велики понтонски мост, испод кога рибе када достигну одређену величину прођу и отпливају у реку.
У каналу Велики Галијаш пописане су следеће акватичне биљне врсте: Phragmites communis, Typha latifolia, Scirpus lacustris, Carex sp., Sparganium emersus, Juncus sp., Butomus umbellatus, Allisma plantago aquatica, Potamogeton natans, Potamogeton fluitans, Ceratophyllum demersum, Trapa natans, Salvinia natans, Azolla sp., Spirodela polyrhisa, Salix alba, Populus alba, Amorpha fruticosa, Xantium sp., Datura sp. и Polygonum sp.
Пописане врсте ихтиофауне на локалитету Велики Галијаш укључују: дунавску паклару, америчког патуљастог сомића, главоча пескара, тркача и круглака, гргеча, шарана, штуку, бабушку, деверику, црнооку деверику, крупатицу, кедера, буцова, бодорку, јаза и сунчицу.